# Pacific Rim Rugby Championship 2001
Das Pacific Rim Rugby Championship 2001 war die sechste und letzte Ausgabe des Rugby-Union-Turniers Pacific Rim Rugby Championship. Abweichend von den früheren Ausgaben handelte es sich nicht um ein Rundenturnier, sondern um ein in Tokio stattfindendes Turnier im K.-o.-System. Teilnehmer waren Fidschi, Japan, Kanada und Samoa, die sich über ihre kontinentalen Meisterschaften qualifiziert hatten. Den Titel sicherte sich zum ersten (und letzten) Mal Fidschi.

## Qualifikation

### Nordamerika
Als Qualifikation diente die direkte Begegnung zwischen den USA und Kanada bei der Panamerikameisterschaft 2001. Dabei setzte sich Kanada mit 19:10 durch.

### Asien
Als Qualifikation diente die direkte Begegnung zwischen Japan und Südkorea bei der Asienmeisterschaft 2001. Dabei setzte sich Japan mit 27:19 durch.

### Ozeanien
Als Qualifikation diente das Pacific Tri-Nations 2001, bei dem sich Samoa und Fidschi durchsetzten.

## Finalrunde

### Halbfinale
| 3. Juli 2001 | Kanada                                                    | 23 : 52         | Fidschi | Ajinomoto-Stadion, Chōfu Schiedsrichter: Anetereʻa Aiolupotea (Samoa) |
| 3. Juli 2001 | Versuche: Fauth Straftritte: Ross (4) Dropgoals: Ross (2) | (14:16) Bericht | Versuche: Delasau (3) Doviverata Satala Uluinayau Erhöhungen: Little (4) Uluinayau Straftritte: Little (4) | Ajinomoto-Stadion, Chōfu Schiedsrichter: Anetereʻa Aiolupotea (Samoa) |

| 4. Juli 2001 19:05 JST | Japan                | 8 : 47         | Samoa                                                                      | Ajinomoto-Stadion, Chōfu Zuschauer: 8.000 Schiedsrichter: Bruce Kuklinski (Kanada) |
| 4. Juli 2001 19:05 JST | Straftritte: Onozawa | (3:14) Bericht | Versuche: Fanolua Segi Sevealiʻi (2) Soʻoalo (2) Vili Erhöhungen: Vaʻa (6) | Ajinomoto-Stadion, Chōfu Zuschauer: 8.000 Schiedsrichter: Bruce Kuklinski (Kanada) |

### Spiel um Platz 3
| 8. Juli 2001 14:05 JST | Japan                                                                                         | 39 : 7         | Kanada                            | Prinz-Chichibu-Rugbystadion, Tokio Zuschauer: 10.000 Schiedsrichter: Anetereʻa Aiolupotea (Samoa) |
| 8. Juli 2001 14:05 JST | Versuche: Kurihara (2) Nanba Saitō Vatuvei Erhöhungen: Kurihara (4) Straftritte: Kurihara (2) | (20:7) Bericht | Versuche: Murphy Erhöhungen: Ross | Prinz-Chichibu-Rugbystadion, Tokio Zuschauer: 10.000 Schiedsrichter: Anetereʻa Aiolupotea (Samoa) |

### Finale
| 8. Juli 2001 | Fidschi                                                        | 28 : 17        | Samoa                                                  | Prinz-Chichibu-Rugbystadion, Tokio Zuschauer: 5.000 Schiedsrichter: Bruce Kuklinski (Kanada) |
| 8. Juli 2001 | Versuche: Uluinayau Erhöhungen: Little Straftritte: Little (7) | (12:9) Bericht | Versuche: Soʻoialo Straftritte: Leaegailesolo Vaʻa (3) | Prinz-Chichibu-Rugbystadion, Tokio Zuschauer: 5.000 Schiedsrichter: Bruce Kuklinski (Kanada) |